# Santos Laguna
Santos Laguna is een Mexicaanse voetbalclub uit Torreón. De club is opgericht in 1983 en speelt sinds 1988 in de Primera División. Thuisstadion is het Estadio Corona, dat 18.050 plaatsen telt.

## Erelijst
- Primera División de México: Invierno 1996, Verano 2001, Clausura 2008, Clausura 2012, Clausura 2015, Clausura 2018
- Copa MX: Apertura 2014
- Campeón de Campeones: 2015

## Bekende (oud-)spelers
- Miguel Asprilla
- Cristian Benítez
- Jared Borgetti
- Mauro Camoranesi
- Denis Caniza
- Stephano Carrillo
- Edison Méndez
- Carlos Quintero
- Oswaldo Sánchez